# Epamera pseudopollux
Epamera pseudopollux är en fjärilsart som beskrevs av Henry Stempffer 1962. Epamera pseudopollux ingår i släktet Epamera och familjen juvelvingar. Inga underarter finns listade i Catalogue of Life.